# De Lossy
De Lossy was een adellijke familie in de Zuidelijke Nederlanden.

## Geschiedenis
In 1687 werd Jacques Lossy benoemd tot secretaris van de Grote Raad van Mechelen, een ambt dat automatisch erfelijke adel verleende.
Hij was de overgrootvader van Jean-Baptiste de Lossy (1691-1763), die trouwde met Marie-Philippine des Martins (†1752).
Ze hadden twee zoons:
- Jean-Baptiste de Lossy (°1718), getrouwd met Marie-Thérèse de Formanoir.
  - Jean-Baptiste de Lossy (1759-1787), getrouwd met Marie-Thérèse Letellier (1757-1832).
    - Alexandre de Lossy: zie hierna.
- Laurent-Joseph de Lossy (1726-1760), getrouwd met Caroline de Soldi. Hij was heer van Warmez (een heerlijkheid bij Leuze) en kapitein in het regiment van de prins de Ligne.
  - Jean-Baptiste de Lossy: zie hierna.

## Alexandre de Lossy
Alexandre-Joseph de Lossy (Doornik, 18 oktober 1822 - 29 december 1864) werd in 1822 erkend in de erfelijke adel. Hij trouwde in 1805 met Henriette de Ville (1781-1854), dochter van baron Philippe de Ville en van Caterine Cavendish, uit de familie van de baronets Cavendish. Ze hadden drie zoons en een dochter. Hoewel die trouwden en kinderen hadden, was deze familietak in het eerste kwart van de twintigste eeuw uitgedoofd.
Een kleindochter van Alexandre, Berthe de Lossy (1840-1928), publiceerde verschillende bundels met familieherinneringen. Ze was getrouwd met ridder Nicolas David (1830-1920), die in 1888 erfelijke adel verkreeg, met de bij eerstgeboorte overdraagbare titel van ridder. Hij was een zoon van volksvertegenwoordiger Pierre-Joseph David. Hun zoon Fernand David bekwam in 1929 de naam 'de Lossy' aan de familienaam te mogen toevoegen. Er waren afstammelingen, onder meer de fotografen Morgan David de Lossy, Ghislain David de Lossy en Julie David de Lossy. 
Een broer van Berthe, Henri de Lossy (1843-1895) nam de Britse nationaliteit aan. Het is niet zeker of er nog afstammelingen zijn.

## Jean-Baptiste de Lossy
Jean-Baptiste Charles de Lossy (Brugge, 23 augustus 1751 - Doornik, 31 oktober 1824) werd in 1816 erkend in de erfelijke adel en benoemd in de Ridderschap van Henegouwen. Hij was de laatste heer van Warmez. In de Franse tijd was hij adjunct-maire van Doornik, onder het Verenigd Koninkrijk der Nederlanden was hij lid van de Provinciale Staten van Henegouwen.
Hij trouwde in 1779 met Antoinette Camusel (1756-1780), vrouwe van Okegem en Idevoorde. Antoinette Francoise Emmanuelle de Camusel overleed te Hamme (Oost-Vlaanderen) op 16 januari 1780 in de leeftijd van 24 jaar. Zij werd begraven te Sombeke, deelgemeente van Waasmunster. Op 6 februari 1780 overleed eveneens te Hamme hun dochtertje Marie Antoinette Francoise de Lossy, slechts 3 maanden oud. Zij werd bij haar moeder bijgezet. Hij hertrouwde in 1788 met Marie-Thérèse Fresin (1759-1838). Het laatste huwelijk bleef kinderloos.